# Reichstagswahlkreis Königreich Sachsen 5

Die Wahlkreisaufteilung des Deutschen Reichs.

Der Reichstagswahlkreis Königreich Sachsen 5 (in der reichsweiten Durchnummerierung auch Reichstagswahlkreis 289; auch Reichstagswahlkreis Dresden links der Elbe genannt) war der fünfte Reichstagswahlkreis für das Königreich Sachsen für die Reichstagswahlen im Deutschen Reich und im Norddeutschen Bund von 1867 bis 1918.

## Wahlkreiszuschnitt
Der Wahlkreis umfasste die Stadt Dresden links der Elbe ohne die Vorstädte Strehlen und Striesen.
| Jahr | Einwohner |
| ---- | --------- |
| 1890 | 192.322   |
| 1895 | 216.274   |
| 1900 | 223.021   |
| 1905 | 230.043   |
| 1910 | 236.647   |

|      | Landwirtschaft | Industrie und Gewerbe | Handel und Dienstleistungen |
| ---- | -------------- | --------------------- | --------------------------- |
| 1895 | 1,8            | 53,0                  | 45,3                        |
| 1907 | 1,2            | 53,7                  | 45,2                        |

|      | Evangelisch | Katholisch |
| ---- | ----------- | ---------- |
| 1890 | 88,8        | 8,7        |
| 1905 | 87,4        | 10,2       |
| 1910 | 87,9        | 10,1       |

## Abgeordnete
| Wahl                                 | Abgeordneter       | Partei            | Bild |
| ------------------------------------ | ------------------ | ----------------- | ---- |
| Reichstagswahl Februar 1867 bis 1874 | Franz Jacob Wigard | DFP               |      |
| Reichstagswahl 1874 bis 1877         | Heinrich Minckwitz | DFP               |      |
| Reichstagswahl 1877 bis 1881         | August Bebel       | SAP               |      |
| Reichstagswahl 1881 bis 1884         | Paul Alfred Stübel | NLP               |      |
| Reichstagswahl 1884 bis 1887         | Gustav Hartwig     | DKP               | 0    |
| Reichstagswahl 1887 bis 1893         | Theodor Hultzsch   | DKP               | 0    |
| Reichstagswahl 1893 bis 1898         | Oswald Zimmermann  | Antisemiten (Ref) |      |
| Reichstagswahl 1898 bis 1907         | Georg Gradnauer    | SPD               |      |
| Reichstagswahl 1907 bis 1912         | Rudolf Heinze      | NLP               |      |
| Reichstagswahl 1912 bis 1918         | Georg Gradnauer    | SPD               | 0    |

## Wahlen

### 1867 (Februar)
Es fand nur ein Wahlgang statt. Die Zahl der gültigen Stimmen betrug 14.246. 33 Stimmen waren ungültig.
| Kandidat           | Partei | Stimmen | in % | Anmerkungen |
| ------------------ | ------ | ------- | ---- | ----------- |
| Franz Jacob Wigard | F      | 8251    | 0    | 0           |

### 1867 (August)
Es fand nur ein Wahlgang statt. Die Zahl der gültigen Stimmen betrug 8136.
| Kandidat           | Partei | Stimmen | in % | Anmerkungen |
| ------------------ | ------ | ------- | ---- | ----------- |
| Franz Jacob Wigard | F      | 5780    | 0    | 0           |

### 1871
Es fanden zwei Wahlgänge statt. 22.381 Männer waren wahlberechtigt. Die Zahl der abgegebenen Stimmen betrug im ersten Wahlgang 8645, 70 Stimmen waren ungültig. Die Wahlbeteiligung betrug 38,9 %.
| Kandidat           | Partei   | Stimmen | in % | Anmerkungen |
| ------------------ | -------- | ------- | ---- | ----------- |
| Franz Jacob Wigard | F        | 4213    | 0    | 0           |
| Dr. Stein          | NLP      | 2623    | 0    | Advokat     |
| Otto Walster       | S (Eis)  | 1317    | 0    | 0           |
| 0                  | Sonstige | 492     | 0    | 0           |

In der Stichwahl betrug die Zahl der abgegebenen Stimmen 6242, 42 Stimmen waren ungültig. Die Wahlbeteiligung betrug 37 %.
| Kandidat           | Partei | Stimmen | in % | Anmerkungen |
| ------------------ | ------ | ------- | ---- | ----------- |
| Franz Jacob Wigard | F      | 3657    | 0    | 0           |
| Dr. Stein          | NLP    | 2585    | 0    | Advokat     |

### 1874
Es fanden zwei Wahlgänge statt. 26.308 Männer waren wahlberechtigt. Die Zahl der abgegebenen Stimmen betrug im ersten Wahlgang 11.608, 143 Stimmen waren ungültig. Die Wahlbeteiligung betrug 44,7 %.
| Kandidat           | Partei   | Stimmen | in % | Anmerkungen                  |
| ------------------ | -------- | ------- | ---- | ---------------------------- |
| Heinrich Minckwitz | F        | 4512    | 0    | 0                            |
| Johann Jacoby      | S (Eis)  | 3582    | 0    | 0                            |
| Goldschmidt        | NLP      | 3364    | 0    | Reichsoberhandelsgerichtsrat |
| 0                  | Sonstige | 130     | 0    | 0                            |

In der Stichwahl betrug die Zahl der abgegebenen Stimmen 14.316, 55 Stimmen waren ungültig. Die Wahlbeteiligung betrug 54,6 %.
| Kandidat           | Partei  | Stimmen | in % | Anmerkungen |
| ------------------ | ------- | ------- | ---- | ----------- |
| Heinrich Minckwitz | F       | 7847    | 0    | 0           |
| Johann Jacoby      | S (Eis) | 6469    | 0    | 0           |

### 1877
Es fanden zwei Wahlgänge statt. 29.103 Männer waren wahlberechtigt. Die Zahl der abgegebenen Stimmen betrug im ersten Wahlgang 17.347, 147 Stimmen waren ungültig. Die Wahlbeteiligung betrug 60,1 %.
| Kandidat           | Partei   | Stimmen | in % | Anmerkungen     |
| ------------------ | -------- | ------- | ---- | --------------- |
| August Bebel       | S        | 6940    | 0    | 0               |
| Karl Mayhoff       | NLP      | 4375    | 0    | Professor       |
| Ernst Hugo Käuffer | Kons     | 3967    | 0    | Hauptmann a. D. |
| Heinrich Minckwitz | F        | 2023    | 0    | 0               |
| 0                  | Sonstige | 42      | 0    | 0               |

In der Stichwahl betrug die Zahl der abgegebenen Stimmen 20.760, 293 Stimmen waren ungültig. Die Wahlbeteiligung betrug 72,3 %.
| Kandidat     | Partei | Stimmen | in % | Anmerkungen |
| ------------ | ------ | ------- | ---- | ----------- |
| August Bebel | S      | 10.835  | 0    | 0           |
| Karl Mayhoff | NLP    | 9925    | 0    | Professor   |

### 1878
Es fanden zwei Wahlgänge statt. 29.888 Männer waren wahlberechtigt. Die Zahl der abgegebenen Stimmen betrug im ersten Wahlgang 22.641, 143 Stimmen waren ungültig. Die Wahlbeteiligung betrug 76,2 %.
| Kandidat                   | Partei   | Stimmen | in % | Anmerkungen |
| -------------------------- | -------- | ------- | ---- | ----------- |
| August Bebel               | S        | 9879    | 0    | 0           |
| Heinrich von Friesen-Rötha | Kons     | 7265    | 0    | 0           |
| August Walter              | F        | 5411    | 0    | 0           |
|                            | Zentrum  | 82      | 0    | 0           |
| 0                          | Sonstige | 4       | 0    | 0           |

In der Stichwahl betrug die Zahl der abgegebenen Stimmen 22.322, 336 Stimmen waren ungültig. Die Wahlbeteiligung betrug 75,8 %.
| Kandidat                   | Partei | Stimmen | in % | Anmerkungen |
| -------------------------- | ------ | ------- | ---- | ----------- |
| August Bebel               | S      | 11.619  | 0    | 0           |
| Heinrich von Friesen-Rötha | Kons   | 10.703  | 0    | 0           |

### 1881
Es fanden zwei Wahlgänge statt. 30.618 Männer waren wahlberechtigt. Die Zahl der abgegebenen Stimmen betrug im ersten Wahlgang 23.268, 107 Stimmen waren ungültig. Die Wahlbeteiligung betrug 76,3 %.
| Kandidat           | Partei   | Stimmen | in % | Anmerkungen       |
| ------------------ | -------- | ------- | ---- | ----------------- |
| August Bebel       | S        | 9079    | 0    | 0                 |
| Paul Alfred Stübel | NLP      | 8037    | 0    | Oberbürgermeister |
| Franz Jacob Wigard | F        | 4069    | 0    | Dr. med.          |
| Adolf Stoecker     | Kons     | 2076    | 0    | Hofprediger       |
| 0                  | Sonstige | 7       | 0    | 0                 |

In der Stichwahl betrug die Zahl der abgegebenen Stimmen 24.966, 273 Stimmen waren ungültig. Die Wahlbeteiligung betrug 82,4 %.
| Kandidat           | Partei | Stimmen | in % | Anmerkungen |
| ------------------ | ------ | ------- | ---- | ----------- |
| August Bebel       | S      | 10.827  | 0    | 0           |
| Paul Alfred Stübel | NLP    | 14.139  | 0    | 0           |

Stübel war zunächst fraktionslos und trat dann der NLP-Fraktion bei.

### 1884
Neben dem freikonservativen Einsiedel trat der zugleich den Konservativen und der Deutschen Reformpartei angehörende Gustav Leberecht Hartwig an, der auch von der Christlich-sozialen Partei unterstützt wurde. Im Reichstag schloss er sich nach seiner Wahl der konservativen Fraktion an. Es fanden zwei Wahlgänge statt. 32.463 Männer waren wahlberechtigt. Die Zahl der abgegebenen Stimmen betrug im ersten Wahlgang 24.896, 82 Stimmen waren ungültig. Die Wahlbeteiligung betrug 76,9 %.
| Kandidat                     | Partei   | Stimmen | in % | Anmerkungen |
| ---------------------------- | -------- | ------- | ---- | ----------- |
| August Bebel                 | S        | 8620    | 0    | 0           |
| Gustav Hartwig               | K/DR     | 7567    | 0    | 0           |
| Georg Curt von Einsiedel     | DRP      | 7064    | 0    | 0           |
| Bernhard Freiherr von Rochow | Zentrum  | 245     | 0    | 0           |
| Dr. Ernst Engel              | F        | 1391    | 0    | 0           |
| 0                            | Sonstige | 9       | 0    | 0           |

In der Stichwahl betrug die Zahl der abgegebenen Stimmen 24.899, 160 Stimmen waren ungültig. Die Wahlbeteiligung betrug 77,2 %.
| Kandidat       | Partei | Stimmen | in % | Anmerkungen |
| -------------- | ------ | ------- | ---- | ----------- |
| August Bebel   | S      | 11.106  | 0    | 0           |
| Gustav Hartwig | K/DR   | 13.793  | 0    | 0           |

### 1887
Nachdem der bisherige Mandatsinhaber Hartwig im November 1885 aus der Konservativen Partei ausgeschlossen worden war, trat bei dieser Wahl Theodor Hultzsch als konservativer Kandidat an. Er wurde von den Kartellparteien NLP und Konservative nominiert. Es fanden zwei Wahlgänge statt. 35.172 Männer waren wahlberechtigt. Die Zahl der abgegebenen Stimmen betrug im ersten Wahlgang 29.930, 106 Stimmen waren ungültig. Die Wahlbeteiligung betrug 85,4 %.
| Kandidat                    | Partei   | Stimmen | in % | Anmerkungen |
| --------------------------- | -------- | ------- | ---- | ----------- |
| August Bebel                | S        | 9175    | 0    | 0           |
| Theodor Hultzsch            | Kons     | 14.949  | 0    | 0           |
| Gustav Hartwig              | DR       | 4688    | 0    | 0           |
| Carl Friedrich Louis Lingke | F        | 1110    | 0    | 0           |
| 0                           | Sonstige | 8       | 0    | 0           |

In der Stichwahl betrug die Zahl der abgegebenen Stimmen 29.733, 140 Stimmen waren ungültig. Die Wahlbeteiligung betrug 84,9 %.
| Kandidat         | Partei | Stimmen | in % | Anmerkungen |
| ---------------- | ------ | ------- | ---- | ----------- |
| August Bebel     | S      | 10.077  | 0    | 0           |
| Theodor Hultzsch | Kons   | 19.656  | 0    | 0           |

### 1890
Es fand ein Wahlgang statt.38.118 Männer waren wahlberechtigt. Die Zahl der abgegebenen Stimmen betrug 32.102, 192 Stimmen waren ungültig. Die Wahlbeteiligung betrug 84,2 %. Theodor Hultzsch wurde wir 1887 von den Kartellparteien NLP und Konservative nominiert und auch von den Antisemiten unterstützt.
| Kandidat          | Partei   | Stimmen | in %   | Anmerkungen |
| ----------------- | -------- | ------- | ------ | ----------- |
| Alexander Meyer   | DF       | 1924    | 6,0 %  | 0           |
| Theodor Hultzsch  | K        | 16.514  | 51,8 % | 0           |
| von Zerschwitz    | K        | 99      | 0, %   | 0           |
| Hermann Schönfeld | SPD      | 3868    | 21,1 % | 0           |
|                   | Sonstige | 18      | 0,1 %  | 0           |

### 1893
Es fanden zwei Wahlgänge statt. 41.976 Männer waren wahlberechtigt. Die Zahl der abgegebenen Stimmen betrug im ersten Wahlgang 35.804, 133 Stimmen waren ungültig. Die Wahlbeteiligung betrug 83,3 %. Eduard Wetzlich wurde von den Kartellparteien NLP und Konservative nominiert und auch von den Christlich-Sozialen unterstützt.
| Kandidat          | Partei   | Stimmen | in %   | Anmerkungen |
| ----------------- | -------- | ------- | ------ | ----------- |
| Oswald Zimmermann | DR       | 13.805  | 38,7 % | 0           |
| Karl Vollrath     | FVP      | 673     | 1,9 %  | 0           |
| Eduard Wetzlich   | K        | 6127    | 17,2 % | 0           |
| Georg Gradnauer   | SPD      | 15.035  | 42,1 % | 0           |
|                   | Sonstige | 31      | 0,1 %  | 0           |

In der Stichwahl betrug die Zahl der abgegebenen Stimmen 36.173, 127 Stimmen waren ungültig. Die Wahlbeteiligung betrug 86,2 %. Die Konservativen unterstützten in der Stichwahl Zimmermann, da dieser die Militärvorlage befürwortete.
| Kandidat          | Partei | Stimmen | in %   | Anmerkungen |
| ----------------- | ------ | ------- | ------ | ----------- |
| Oswald Zimmermann | DR     | 19.857  | 55,1 % | 0           |
| Georg Gradnauer   | SPD    | 16.189  | 44,9 % | 0           |

### 1898
Es fanden zwei Wahlgänge statt. 47.337 Männer waren wahlberechtigt. Die Zahl der abgegebenen Stimmen betrug im ersten Wahlgang 36.144, 175 Stimmen waren ungültig. Die Wahlbeteiligung betrug 76,4 %. Paul Weidenbach wurde von Konservativen und NLP unterstützt, Oswald Zimmermann von DSR und BdL.
| Kandidat          | Partei   | Stimmen | in %   | Anmerkungen |
| ----------------- | -------- | ------- | ------ | ----------- |
| Oswald Zimmermann | DSR      | 8986    | 25,0 % | 0           |
| Albert Traeger    | FVP      | 34      | 0,1 %  | 0           |
| Paul Weidenbach   | K        | 9372    | 26,0 % | 0           |
| Georg Gradnauer   | SPD      | 17.113  | 42,1 % | 0           |
| Felix Porsch      | Zentrum  | 443     | 1,2 %  | 0           |
|                   | Sonstige | 21      | 0,1 %  | 0           |

In der Stichwahl betrug die Zahl der abgegebenen Stimmen 38.689, 503 Stimmen waren ungültig. Die Wahlbeteiligung betrug 81,7 %.
| Kandidat        | Partei | Stimmen | in %   | Anmerkungen |
| --------------- | ------ | ------- | ------ | ----------- |
| Paul Weidenbach | K      | 18.539  | 48,5 % | 0           |
| Georg Gradnauer | SPD    | 19.647  | 51,5 % | 0           |

### 1903
Es fand ein Wahlgang statt.49.437 Männer waren wahlberechtigt. Die Zahl der abgegebenen Stimmen betrug 39.535, 314 Stimmen waren ungültig. Die Wahlbeteiligung betrug 80,0 %.
| Kandidat            | Partei   | Stimmen | in %   | Anmerkungen           |
| ------------------- | -------- | ------- | ------ | --------------------- |
| Paul Gustav Reichel | DR       | 15.172  | 38,7 % | Pastor                |
| Erdmann Schmidt     | FVP      | 393     | 1,0 %  | Buchdruckereibesitzer |
| Friedrich Naumann   | NSV      | 1354    | 3,5 %  | 0                     |
| Georg Gradnauer     | SPD      | 21.569  | 55,0 % | 0                     |
| Felix Porsch        | Zentrum  | 726     | 1,8 %  | 0                     |
|                     | Sonstige | 7       | 0,0 %  | 0                     |

### 1907
Es fanden zwei Wahlgänge statt. 50.432 Männer waren wahlberechtigt. Die Zahl der abgegebenen Stimmen betrug im ersten Wahlgang 43.956, 174 Stimmen waren ungültig. Die Wahlbeteiligung betrug 87,2 %. Rudolf Heinze wurde als gesamtliberaler Kandidat von NLP, FVP und FVg unterstützt. Konservative, Mittelstandspartei und DR unterstützten Paul Gustav Reichel.
| Kandidat            | Partei   | Stimmen | in %   | Anmerkungen |
| ------------------- | -------- | ------- | ------ | ----------- |
| Paul Gustav Reichel | DR       | 15.172  | 38,7 % | Pastor      |
| Rudolf Heinze       | NLP      | 18.603  | 42,5 % | 0           |
| Georg Gradnauer     | SPD      | 19.388  | 44,3 % | 0           |
| Matthias Erzberger  | Zentrum  | 589     | 1,3 %  | 0           |
|                     | Sonstige | 35      | 0,1 %  | 0           |

In der Stichwahl betrug die Zahl der abgegebenen Stimmen 45.596, 349 Stimmen waren ungültig. Die Wahlbeteiligung betrug 90,4 %.
| Kandidat        | Partei | Stimmen | in %   | Anmerkungen |
| --------------- | ------ | ------- | ------ | ----------- |
| Rudolf Heinze   | NLP    | 24.639  | 54,5 % | 0           |
| Georg Gradnauer | SPD    | 20.608  | 45,5 % | 0           |

### 1912
Es fanden zwei Wahlgänge statt. 53.196 Männer waren wahlberechtigt. Die Zahl der abgegebenen Stimmen betrug im ersten Wahlgang 47.273, 384 Stimmen waren ungültig. Die Wahlbeteiligung betrug 88,9 %. Rudolf Heinze erhielt auch die Unterstützung der Konservativen.
| Kandidat           | Partei   | Stimmen | in %   | Anmerkungen |
| ------------------ | -------- | ------- | ------ | ----------- |
| Rudolf Heinze      | NLP      | 23.140  | 49,4 % | 0           |
| Georg Gradnauer    | SPD      | 23.058  | 49,2 % | 0           |
| Matthias Erzberger | Zentrum  | 6779    | 1,4 %  | 0           |
|                    | Sonstige | 14      | 0,0 %  | 0           |

In der Stichwahl betrug die Zahl der abgegebenen Stimmen 49.386, 310 Stimmen waren ungültig. Die Wahlbeteiligung betrug 92,8 %. Alle bürgerlichen Parteien sprachen sich für Rudolf Heinze aus.
| Kandidat        | Partei | Stimmen | in %   | Anmerkungen |
| --------------- | ------ | ------- | ------ | ----------- |
| Rudolf Heinze   | NLP    | 24.170  | 49,3 % | 0           |
| Georg Gradnauer | SPD    | 24.906  | 50,7 % | 0           |